# The Motor
Ne doit pas être confondu avec The Motors.
The Motor (plus tard Motor) était un magazine britannique hebdomadaire de voitures créé le 28 janvier 1903 par l'ingénieur Henry Sturmey (en) et publié par Temple Press. Il a été initialement lancé comme traitant « de la moto et de l'automobile », en 1902, avant que le titre ne soit raccourci.
Le journal a été absorbé par son rival Autocar en 1988. Pendant une brève période après la prise de contrôle par Autocar, le nom a survécu sur le magazine Autocar & Motor ; toutefois, le nom Motor a été abandonnée par la suite.